# 2e bataillon de volontaires de la Charente
Le 2e bataillon de volontaires de la Charente, était une unité militaire de l’armée française créée sous la Révolution française. Il fut également appelé plus simplement 2e bataillon de la Charente.

## Création et différentes dénominations
Le 2e bataillon de volontaires de la Charente est formé à 8 compagnies et 1 compagnie de grenadiers du 17 octobre au 15 novembre 1791 à Angoulême.
- Compagnie de grenadiers
- 1re compagnie d'Angoulême
- 2e compagnie de Cognac
- 3e compagnie de Barbezieux
- 4e compagnie d'Angoulême
- 5e compagnie d'Angoulême
- 6e compagnie de Cognac
- 7e compagnie de Barbezieux
- 8e compagnie de Barbezieux

Les débris du 2e bataillon de volontaires de la Charente étaient toujours présent le 25 septembre 1796 dans la colonie française de Saint-Domingue mais on ignore ce qu'ils devinrent après cette date.

## Commandants
- 1791-1794 : Martial Paquier, originaire d'Angoulême lieutenant-colonel en chef.
- 1791-1792 : Mathieu Monteil, originaire de Barjac lieutenant-colonel en second.

## Historique des garnisons, combats et batailles

### 1791
Le bataillon est formé à Angoulême du 17 octobre au 15 novembre, avec 571 volontaires originaires des districts d'Angoulême (pour les 1re, 4e et 5e compagnies), de Barbezieux (pour les 3e, 7e et 8e compagnies) et de Cognac (pour les 2e et 6e compagnies).
Le 4 décembre, le bataillon est passé en revue par le général de Marcé. Par suite de retards dans l'habillement et l'équipement, son départ prévu le 5 décembre est retardé aux 22 et 23 décembre, dates auquel il chemine, en deux détachements, par Limoges, Tours, Blois et Orléans.

### 1792
Au début de janvier, l'ensemble du bataillon, affecté à l'armée de Réserve sous le commandement du général Vietinghoff, est en garnison à Château-Thierry. Durant 4 mois il perfectionne son instruction militaire et est affecté, le 29 avril aux troupes chargées de réprimer la Révolution haïtienne.
Le 12 mai, le bataillon quitte la ville et passant par Châtellerault le 19, Poitiers le 20, Saint-Maixent le 22 et il arrive à La Rochelle le 26, où il séjourne assez longtemps. Durant cet arrêt, il reçoit 180 volontaires de complément du département et une compagnie d'artillerie formée à Angoulême.
Dans la deuxième quinzaine d'août, le 2e bataillon de la Charente embarque sur les navires La Basse-Pointe, La Catherine-Aimée et Le
Grand-d'Alembert et atteint Port-au-Prince le 17 septembre.
A peine arrivé, la fièvre jaune fait des ravages et les hôpitaux sont encombrés de soldats. Tout l'état-major est décimé par la maladie.

### 1793
Après avoir perdu plus de la moitié de son effectif dans les camps malsains du Cap et de Marmelade, il subit d'autres pertes, le 1er janvier lors du combat de la Grande-Rivière, le 30 avril durant le combat du Morne-Rouge, le 30 juin au camp Noguès, le 15 août pendant le combat du Grand-Boucan, le 20 août au bassin Cayman et le 17 septembre lors du combat du Borgne.
Le 10 octobre, un certain nombre des malades du 2e bataillon renvoyés en France, périssent sur les côtes de la Nouvelle-Angleterre dans le naufrage du navire La Fine.
Le 30 novembre, le 2e bataillon de la Charente se bat encore contre les Espagnols à la Coupe-du-Limbé et le 30 décembre au camp Charron,, ou le bataillon perd de nombreux prisonniers qui meurent à La Guaira ou pendant leur transport en Europe.

### 1794-1795-1796
Le 22 décembre 1795, à Port-de-Paix, le 2e bataillon de volontaires de la Charente ne compte plus que 75 présents, plus cinq femmes mariées à des hommes du bataillon. Sur les 644 volontaires débarqués, 436 sont morts, 99 ont été faits prisonniers, 32 sont absents ou ont été congédiés et deux ont déserté.
Le 25 septembre 1796, un effectif de 118 présents est porté sur un état de situation. On ne connaît pas le sort de ces débris, qui demeurent à Saint-Domingue après cette date.

## Biographie de personnes ayant servi au2ebataillonde volontaires de la Charente

### Martial Paquier
Originaire d'Angoulême, Martial Paquier sert d'abord en tant que lieutenant-colonel dans la garde nationale. Le 5 décembre 1791, il est élu lieutenant-colonel en chef du 2e bataillon de la Charente.
Il meurt à Saint-Domingue le 10 novembre 1794.

### Mathieu Monteil
Né le 18 novembre 1750 à Barjac, Mathieu Monteil commence sa carrière militaire en 1769 en tant que soldat au régiment de Rouergue. Passé à la compagnie d'élite des grenadiers en 1772, il devient caporal d'un bataillon de chasseurs et est congédié en 1783. Lors de la Révolution française, il reprend du service et est élu, le 5 décembre 1791, lieutenant-colonel en second du 2e bataillon de la Charente.
Il meurt à Saint-Domingue le 4 novembre 1792.